# Балилла
Балилла (итал. Balilla) — прозвище Джована Баттисты Перассо (итал. Giovan Battista Perasso, 1735—1781), мальчика из Генуи, который 5 декабря 1746 года бросил камень в австрийского солдата и этим начал восстание против австрийских войск, оккупировавших город во время войны за австрийское наследство.

## Восстание Балиллы
В ходе Войны за австрийское наследство Генуэзская республика формально провозгласила нейтралитет, но фактически проводила политику, дружественную антиавстрийской коалиции и служила важной базой снабжения франко-испанских войск, чем вызвала крайнее раздражение венского двора. 7 сентября 1746 года Генуя капитулировала перед подступившими к ней австрийцами. Оккупанты немедленно обложили горожан большой контрибуцией и фактически грабили республику, что сопровождалось вызывающим поведением солдат, третировавших горожан. Результатом стало всеобщее возмущение австрийцами. Ближе к вечеру 5 декабря в районе Портория несколько венгерских канониров везли на телеге мортиру, телега застряла в грязи после прошедшего дождя и мортира упала на землю. Солдаты попытались силой заставить прохожих помочь им поднять мортиру на телегу, причём унтер-офицер стал бить отказывавшихся работать генуэзцев тростью. По легенде, увидев это, Балилла запустил камень в унтер-офицера, сказав на генуэзском диалекте: «Che l'inse?» («Что, начнём?»). Толпа немедленно накинулась на канониров с камнями и палками и заставила их бежать, бросив пушку. На следующее утро началось всеобщее вооружённое восстание, горожане с криками «Да здравствует республика!» напали на караулы и посты австрийцев и окружили Сенат, требуя открыть Арсенал, а так как Сенат бездействовал, то взяли Арсенал штурмом. Ожесточённые баррикадные бои в городе длились до 10 декабря, когда австрийский командующий Антонио Ботта вывел остатки гарнизона из города. 

## Идентификация Балиллы
С Джованом Баттистой (Джамбаттистой) Перассо, сыном красильщика шёлка Антонио Перассо и Марии-Антонии Пароди, родившимся в приходе Сан-Стефано 26 октября 1735 года, Балилла был идентифицирован в 1881 году специальной муниципальной комиссией, которая опросила старожилов района Портория, слышавших рассказы своих бабушек и дедушек, лично общавшихся с Перассо. Таким образом, на момент восстания Джамбаттисте едва исполнилось 11 лет. Действительно, макароническая поэма XVIII века «Bellum Genuensе» называет инициатора восстания десятилетним мальчиком. В дальнейшем Джамбаттиста Перассо унаследовал ремесло своего отца, был в 1776 году даже консулом цеха красильщиков шелка; он женился в возрасте 17 лет на Марии Франческе Контини, от которой у него было девять детей, и умер в Генуе  30 сентября 1781 г. в возрасте 45 лет. Его потомки также делали заявления перед комиссиями в 1882 и 1927 году, настаивая на тождестве их предка с легендарным Балиллой.
Генуэзские архивы, однако, знают и другого Джована Баттисту Перассо, жившего в районе Портория, но в другом приходе; он родился в Пралолонго ди Монтоджио 8 апреля 1729 года. В 1851 году каноник Джузеппе Оливьере ди Монтоджио впервые попытался отождествить своего земляка с Балиллой, положив начало длившимся более века спорам. Эта версия отметается тем соображением, что 17-летний юноша никак не годится на роль «мальчика». Она была окончательно опровергнута в 1979 году Альдо Агосто, обнаружившим комплекс документов процесса против Перассо из Монтоджио по обвинению в контрабанде соли (1752), в ходе которого ни сам обвиняемый, ни просивший о помиловании его старик-отец ни словом не обмолвились о каких-либо его заслугах перед Республикой.

## Прозвище
Само слово «Balilla» или «Ballilla» это уменьшительное от balla или palla («шар»,«пуля»), с добавлением латинизации или, скорее, испанского окончания (учитывая вкус того времени, чтобы придать экзотический, а также неформальный тон): его можно сравнить с «Pallina», очень распространённым именем для детей на лигурийском языке Генуи, вместе с Ballin («Pallino») и Balletta, всё еще используемыми.

## Память
Балилла стал символом борьбы итальянцев за национальную независимость. Память Балиллы как героя борьбы с Австрией приобрела особую актуальность во времена Рисорджименто: он упоминается в гимне Италии («Дети Италии зовутся Балилла», итал. «I bimbi d’Italia si chiaman Balilla»), в 1862 году Балилле был поставлен памятник на том месте, где, как считается по традиции, произошли события 5 декабря. Новую актуальность она приобрела с вступлением Италии в Первую мировую войну и продолжала активно культивироваться во времена Муссолини: в 1915 году был выпущен фильм режиссера Энцо Лонги «Балилла», его именем был назвал в 1917 году истребитель фирмы «Ансальдо», в 1928 г. название «Балилла» получила подводная лодка и затем популярная модель автомобиля Fiat 508. В 1926 г. по указанию Муссолини была создана детская организация Opera Nazionale Balilla, для членов которой были изготовлены специальные боевые винтовки под детский размер, называвшиеся «Балилла».